# Justine Lévy
Pour les articles homonymes, voir Lévy.
Justine Lévy, nom de plume de Justine-Juliette Lévy, née le 4 septembre 1974 à Paris 16e, est une éditrice, une femme de lettres et écrivaine française.

## Biographie
Justine Lévy est la fille de l'écrivain Bernard-Henri Lévy et d'Isabelle Doutreluigne (1949-2004), mannequin de profession, première épouse de son père. Ses parents divorcent l'année de sa naissance. Après s'être rendue coupable de cambriolages pour financer son addiction à l'héroïne, Isabelle Doutreluigne est incarcérée et ne reprendra pas la garde de sa fille.
Elle poursuit des études de philosophie puis travaille pendant neuf ans comme lectrice chez Calmann-Lévy puis aux éditions Pauvert. Elle travaille aujourd'hui comme éditrice pour les éditions Stock.
Elle dit avoir été sévèrement affectée dans son enfance par les différends conjugaux chez ses parents, par ses rapports difficiles avec une mère fantasque — « à l'ouest », selon son expression —, mais rassurée par son père qui « arrange toujours tout ». Elle se décrit « accro », intoxiquée aux médicaments psychotropes, aux amphétamines et drogues dures, et a été envoyée par son père en cures de désintoxication,.
En 1996, elle épouse Raphaël Enthoven, le fils de Jean-Paul Enthoven, éditeur et meilleur ami de son père. En 2000, son mari et le mannequin Carla Bruni, qui vit alors avec son beau-père Jean-Paul Enthoven, entament une liaison. Raphaël Enthoven divorce et s'installe avec cette dernière, plongeant Justine Lévy dans un état d'anéantissement profond dont elle se sort au bout de quelques années. Elle relate cette expérience dans un livre autobiographique, Rien de grave, où elle se montre peu conciliante à l'égard de sa « rivale », Carla Bruni. Ce best-seller,, paru en 2004 lui vaut les éloges du monde de la littérature, et un succès public.
En 2010, elle est membre du jury du prix Françoise-Sagan.
Dans l'entre-deux-tours de l'élection présidentielle de 2017 qui oppose Emmanuel Macron à Marine Le Pen, elle appelle à voter Emmanuel Macron contre le Front national.
Justine Lévy a une fille, Suzanne, et un fils, Lucien, avec l’acteur et réalisateur Patrick Mille.

## Écriture

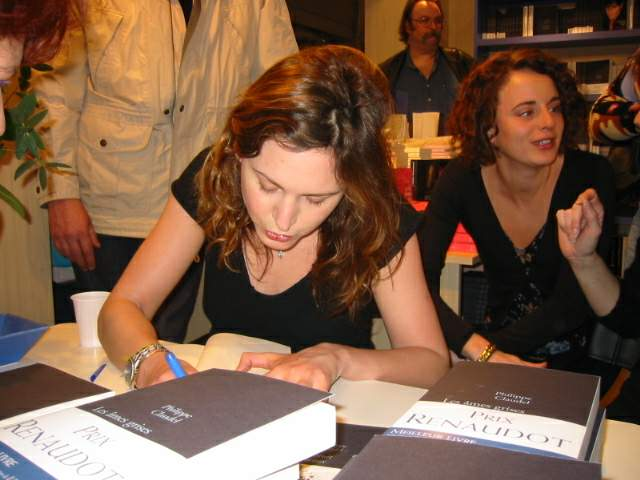
Justine Lévy dédicace son livre Rien de grave au Salon du livre de Paris en 2004.

Pour son premier roman Le Rendez-vous, Justine Lévy traitait de ses rapports difficiles avec sa mère : en l'attendant à un rendez-vous, la fille se remémore les souvenirs agréables et pénibles sur sa mère. Tout le roman est donc construit sous forme de flash-backs. Le Rendez-vous sort en 1995 et obtient un succès mitigé. Il est néanmoins traduit en anglais et édité aux États-Unis en 1997, dans toute l'Europe et en Corée. Elle gagne pour ce livre le prix Contre-point de littérature française.
Son deuxième roman Rien de grave publié chez Stock en 2004 raconte la peine d'une jeune femme que son mari quitte pour une autre. Ce récit est en réalité une autofiction. Le roman obtient un réel succès (110 000 exemplaires vendus en moins d’un mois) ,,,. Le livre est traduit en anglais, en allemand et en espagnol. Elle reçoit le prix littéraire Le Vaudeville et le Grand Prix Littéraire de l'Héroïne Marie France en 2004.
Le roman de Justine Lévy Rien de grave a été édité aux États-Unis en octobre 2005. Pour son lancement, Justine Lévy a été présentée à la société littéraire de la ville de New York et elle a été interviewée à la télévision américaine lors de l'émission le Charlie Rose show.
Son troisième roman, Mauvaise Fille, est sorti en septembre 2009. Justine Lévy y revient, cette fois sous l'angle d'un récit chronologique, sur les relations avec sa mère, et plus particulièrement sur la maladie et la mort de sa mère — qui sont mises en parallèle avec la grossesse et la maternité de la fille. Il est sélectionné pour le prix Goncourt. Ce roman a été adapté au cinéma par Patrick Mille, le compagnon de Justine Lévy, en 2012. Dans ce film, Izïa Higelin tient le rôle de Justine Lévy, pour lequel elle obtient le César du meilleur espoir féminin en 2013, et, Carole Bouquet, celui de sa mère.
En janvier 2015, quelques jours après les attentats en France, elle publie son quatrième roman, La Gaieté.
En septembre 2021, elle délaisse le genre de l'auto-fiction pour publier Son Fils, qui met l'accent sur la mère d'Antonin Artaud. Le livre s'interroge sur les rapports entre maternité, amour et folie.

## Œuvre
- Le Rendez-vous[27], éditions Plon, 1995  (ISBN 978-2259201162)
- Rien de grave[27], Stock, 2004  (ISBN 978-2234056732) prix Le Vaudeville
- Mauvaise Fille[27], Stock, 2009  (ISBN 978-2234058644)
- La Gaieté, Stock, 2015  (ISBN 978-2234070264)
- Histoires de famille, Flammarion, 2019
- Son fils, Stock, 2021